# Sabbioso
Il Sabbioso è un rio del basso Appennino imolese, affluente di destra del torrente Sillaro.

## Descrizione
Nasce sulle colline del comune di Dozza, a 230 m di altitudine. Riceve da destra alcuni piccoli ruscelli tra cui il rio della Croce, il rio Tomba e il rio delle Chiusure, prima di entrare in pianura e bagnare la frazione di Toscanella. In seguito si dirige verso nord, dove riceve il suo principale affluente, il rio Dozzo, e si versa da destra nel Sillaro presso Castel Guelfo, appena prima che esso riceva il torrente Sellustra.
Portata d'acqua
Il torrente ha una sua sorgente situata a ovest di Dozza fra due valli ma ha corso breve e il suo letto è molto stretto con una portata di acqua molto ridotta che in estate è quasi inesistente.
Percorso
Presenta un percorso regolare ma, essendo un rio a carattere torrentizio, il letto (costituito prevalentemente da ciottoli) è stretto e profondo. Dalla sorgente si dirige verso est dove, arrivato all'altezza di via Poggiaccio, curva radicalmente verso l'abitato di Toscanella. Il perscorso allora diventa lineare fino alla campagna dove, senza particolari cambi di direzione, si getta nel Sillaro.